# Caulières
Caulières è un comune francese di 219 abitanti situato nel dipartimento della Somme nella regione dell'Alta Francia.

## Storia

### Simboli
Il comune ha ripreso lo stemma della famiglia dei De Caulières, che furono signori del luogo fino al 1580.

## Società

### Evoluzione demografica
Abitanti censiti